# Don't Go Breaking My Heart (Agnes)
Don't Go Breaking My Heart è un singolo promozionale estratto dall'album Veritas della cantante svedese Agnes. Il singolo è stato pubblicato il 21 settembre 2011. La cantante ha promosso il singolo alla finale di Idol 2011, cantandolo dal vivo.

## Descrizione
Il brano è stato scritto da Agnes, Liv e Mim Nervo, Vincent Pontare, Magnus Lidehäll; è prodotto da V.Pontare e M.Lidehäll e mixato da Niklas Flykt.

## Video musicale
Il brano ha un video musicale accompagnatorio, pubblicato il 23 settembre 2011 sul canale YouTube ufficiale di Agnes. È stato diretto da Micke Gustavsson, conosciuto anche come "Mikeadelica".

## Tracce
Digital Download
1. Don't Go Breaking My Heart (Radio Edit) – 3:48

CD-Single
1. Don't Go Breaking My Heart (Radio Edit) – 3:46

## Classifiche
| Classifica (2010/2011)    | Posizione raggiunta |
| ------------------------- | ------------------- |
| Svezia (Airplay)          | 4                   |
| Svezia (Digilistan)       | 3                   |
| Svezia (Labyrint Topp 20) | 1                   |
| Slovacchia                | 49                  |

## Date di pubblicazione
| Nazione   | Data              | Formato                     | Etichetta          |
| --------- | ----------------- | --------------------------- | ------------------ |
| Svezia    | 21 settembre 2011 | Digital Download, CD Single | Roxy Recordings    |
| Norvegia  | 21 settembre 2011 | Digital Download            | Universal Music    |
| Danimarca | 26 settembre 2011 | Digital Download            | Copenaghen Records |
| Belgio    | 21 ottobre 2013   | Digital Download            | BIP Records        |
| Francia   | 28 ottobre 2013   | Digital Download            | BIP Records        |